# Club Africain
Club Africain (arabiska: النادي الإفريقي) är en tunisisk idrottsklubb från Tunis. Den är mest känd för sitt fotbollslag som spelar i Tunisiens högsta division.

## Placering tidigare säsonger
| Säsong    | Nivå | Liga    | Placering | Referens | Notering      |
| --------- | ---- | ------- | --------- | -------- | ------------- |
| 2014–2015 | 1    | Ligue 1 | 1         | [ 2 ]    |               |
| 2015–2016 | 1    | Ligue 1 | 6         | [ 3 ]    |               |
| 2016–2017 | 1    | Ligue 1 | 3         | [ 4 ]    | Efter playoff |
| 2017–2018 | 1    | Ligue 1 | 2         | [ 5 ]    |               |
| 2018–2019 | 1    | Ligue 1 | 5         | [ 6 ]    |               |
| 2019–2020 | 1    | Ligue 1 | 5         | [ 7 ]    |               |
| 2020–2021 | 1    | Ligue 1 | 7         | [ 8 ]    |               |
| 2021–2022 | 1    | Ligue 1 | 4         | [ 9 ]    |               |